# Lutz Jürgen Heinrich
Lutz Jürgen Heinrich (* 23. April 1936 in Guben; † 27. Juni 2022) war ein deutsch-österreichischer Wirtschaftswissenschaftler und Ordinarius em. (2004) für Betriebswirtschaftslehre und Wirtschaftsinformatik an der Johannes Kepler Universität Linz.

## Leben
Nach dem zweiten Abitur 1955 am Goethe-Gymnasium Berlin-Wilmersdorf (erstes Abitur 1954 an der Friedrich-Engels-Oberschule Halle (Saale)) studierte Heinrich von 1955 bis 1961 Wirtschaftsingenieurwesen und Maschinenbau an der Technischen Universität Berlin (Auszeichnung durch die Siemens-Ring-Stiftung als Jahrgangsbester Absolvent). 1958 bis 1959 absolvierte er an der TU Berlin ein humanistisches Studium (Geographie, Geschichte, Deutsche Literatur, Spanisch). 1961 wurde er Assistent am Lehrstuhl für Allgemeine Betriebswirtschaftslehre der Banken der TU Berlin (Lehrstuhlinhaber Bernhard Hartmann, einer der Gründungsväter der Wirtschaftsinformatik). Im folgenden Jahr wurde er zum wissenschaftlichen Assistenten am Lehrstuhl für Angewandte Betriebswirtschaftslehre der Universität Karlsruhe ernannt (Lehrstuhlinhaber Hans Blohm).
1963 erfolgte die Promotion zum Dr. rer. pol. (Doktor der Staats- und Wirtschaftswissenschaften). Von 1964 bis 1968 war er Lehrbeauftragter für Mechanische und Elektronische Datenverarbeitung an der Universität (TH) Karlsruhe, wo Grundlagen der wissenschaftlichen Forschung und Lehre der heutigen Wirtschaftsinformatik entstanden. 1968 habilitierte er sich im Fach Betriebswirtschaftslehre mit einem wirtschaftsinformatorischen Forschungsproblem (IT-Outsourcing), anschließend wurde er Privatdozent an der Universität (TH) Karlsruhe mit dem Lehr- und Forschungsgebiet Organisationstheorie und Elektronische Datenverarbeitung, insbesondere Mittlere Datentechnik. Von 1966 bis 1968 war er Assistent der Geschäftsleitung eines mittelständischen Unternehmens der metallverarbeitenden Industrie. Er initiierte 1970 den Stiftungslehrstuhl Organisationstheorie und Datenverarbeitung (Mittlere Datentechnik) der Universität (TH) Karlsruhe, auf den er dann auch berufen wurde. Im gleichen Jahr erhielt er einen Ruf an die Johannes Kepler Universität Linz auf einen Lehrstuhl für Allgemeine Betriebswirtschaftslehre, insbesondere Fertigungswirtschaft und Betriebswirtschaftliche Datenverarbeitung (heute als Wirtschaftsinformatik bezeichnet). Rufe auf Lehrstühle für Wirtschaftsinformatik an den Universitäten Dortmund (1974) und Bamberg (1980) lehnte er ab. Anlässlich seiner Emeritierung 2004 wurde er mit dem Silbernen Ehrenzeichen des Landes Oberösterreich ausgezeichnet und anlässlich der Präsentation der Monografie Geschichte der Wirtschaftsinformatik 2011 zum Konsulenten für Wissenschaft ernannt, der höchsten Auszeichnung des Landes Oberösterreich für wissenschaftliche Leistungen.

## Forschungsschwerpunkte
- 1960er bis 1970er Jahre: Mittlere Datentechnik / Computer am Arbeitsplatz / Datenverarbeitung außer Haus (heute als IT-Outsourcing bezeichnet)
- 1970er bis 1980er Jahre: Information Engineering (Methoden und Techniken zur Planung, Analyse und Entwicklung von Informationssystemen) / Personalinformationssysteme
- 1980er bis 1990er Jahre: Informationsmanagement / Fachsprache der Wirtschaftsinformatik
- ab den 1990er Jahren: Strategische IT-Planung / Forschungsmethoden der Wirtschaftsinformatik, insbesondere empirische Forschung (Empirie) / Theorie der Wirtschaftsinformatik
- ab 1990: Sprachforschung als wissenschaftliches Hobby: Sammeln, ordnen, erklären und publizieren von Austriazismen (Österreichisches Deutsch). Im Eigenverlag erschienen: Wörterbuch der Austriazismen, 9. Aufl., Linz 2014

## Veröffentlichungen

### Fachbücher und Lehrbücher
- Schwachstellen der betrieblichen Berichterstattung, Verlag für Unternehmensführung, Baden-Baden und Bad Homburg vor der Höhe 1965 (als Mitarbeiter von Hans Blohm).
- Gemeinsame Computerbenutzung in der Industrie – Datenverarbeitung außer Haus, Verlag Gabler, Wiesbaden 1968.
- Mittlere Datentechnik, Verlagsgesellschaft R. Müller, Köln-Braunsfeld, Bd. 1 1968, 1970, 1972 und 1974, Bde. 2 und 3 1974 (teilweise mit Koautor), ISBN 3-481-33903-8 (Bd. 1), ISBN 3-481-33904-6 (Bd. 2), ISBN 3-481-33905-4 (Bd. 3).
- Computer-Bewertungsverfahren, Verlag für Unternehmensführung, Baden-Baden und Bad Homburg vor der Höhe 1971, Verlag des Schweizerischen Kaufmännischen Vereins, Zürich 1972.
- Przetwarzanie danych na maszynach cyfrowych klawiaturowych, Wydawnictwa Naukowo-Techniczne, Warszawa 1974.
- Planung des Datenerfassungssystems, Verlagsgesellschaft R. Müller, Köln-Braunsfeld 1975, ISBN 3-481-33901-1.
- Systemplanung Bd. 1., 1. Aufl. Verlag de Gruyter, Berlin 1976, 2. Aufl. 1986 bis 7. Aufl. 1996 Oldenbourg Wissenschaftsverlag, München, Wien (teilweise mit Koautor).
- Systemplanung Bd. 2., 1. Aufl. Verlag de Gruyter, Berlin 1976, 2. Aufl. 1986 bis 5. Aufl. 1994 Oldenbourg Wissenschaftsverlag, München, Wien (teilweise mit Koautor).
- Betriebsinformatik im Personalbereich – Die Planung computergestützter Personalinformationssysteme, Physica-Verlag, Würzburg, Wien 1979, Nachdruck 1983 (mit Manfred Pils).
- Management von Informatik-Projekten, Oldenbourg Wissenschaftsverlag, München, Wien 1997.
- Wirtschaftsinformatik-Lexikon, Oldenbourg Wissenschaftsverlag, München, Wien, 1. Aufl. 1986 bis 6. Aufl. 1998 (mit Friedrich Roithmayr), 7. Aufl. 2004 (mit Armin Heinzl und Friedrich Roithmayr), ISBN 978-3-486-27540-7.
- Informationsmanagement – Grundlagen, Aufgaben, Methoden, Oldenbourg Wissenschaftsverlag, München, Wien, 1. Aufl. 1987 bis 11. Aufl. 2014 (1. bis 3. sowie 8. bis 11. Aufl. mit Koautor), ISBN 978-3-11-034664-0
- Wirtschaftsinformatik – Einführung und Grundlegung, Oldenbourg Wissenschaftsverlag, München, Wien, 1. Aufl. 1993, 2. Aufl. 2001, 3. Aufl. 2007 (3. Aufl. mit Armin Heinzl und Friedrich Roithmayr), 4. Aufl. 2011 (mit Armin Heinzl und René Riedl), Springer-Verlag, Heidelberg et al. ISBN 978-3-642-15425-6.
- Wörterbuch der Austriazismen, Eigenverlag, 1. Aufl. 1991 bis 9. Aufl. 2014, Deloitte. Fuschl Account Edition 2016.
- Geschichte der Wirtschaftsinformatik – Entstehung und Entwicklung einer Wissenschaftsdisziplin, Springer-Verlag, Heidelberg et al. 2011, ISBN 978-3-642-16858-1,[2] zweite, durchgesehene und korrigierte Aufl. 2012, ISBN 978-3-642-28142-6,[3]

### Herausgeberschaften (zumeist mit eigenen Beiträgen)
- Schriftenreihe Planung und Lenkung von Informationssystemen, Verlagsgesellschaft R. Müller / Physica-Verlag, Köln-Braunsfeld / Würzburg, Wien Bd. 1 1972, Bd. 2 1975, Bd. 3 1979 und 1983 (mit Gunar Baugut).
- Zeitschrift Angewandte Informatik, Verlag Vieweg, Braunschweig, Wiesbaden 1972 bis 1989 (mit Paul Schmitz, Norbert Szyperski u. a.).
- Zeitschrift angewandte planung, Physica-Verlag, Würzburg, Wien 1976 bis 1979 (mit Jürgen Bloech u. a.).
- Zeitschrift WIRTSCHAFTSINFORMATIK, Verlag Vieweg, Braunschweig, Wiesbaden 1990 bis 1996 (mit Peter Mertens, Norbert Szyperski u. a.).
- Zeitschrift Information Management (IM), Verlag CW-Publikationen / IDC Communications, München 1986 bis 1990 (mit Karl Kurbel, August-Wilhelm Scheer u. a.).
- Computerleistung am Arbeitsplatz – Benutzerorientiertes Distributed Data Processing (DDP), Oldenbourg Verlag, München 1978, ISBN 3-486-21891-3.
- Angewandte Betriebswirtschaftslehre und Unternehmensführung, Verlag Neue Wirtschaftsbriefe, Herne 1985 (mit Klaus Lüder), ISBN 3-482-56731-X.
- Studien- und Forschungsführer Wirtschaftsinformatik, Springer-Verlag, Berlin et al., 3. Aufl. 1988 (mit Karl Kurbel), 4. Aufl. 1992 (mit Peter Mertens u. a.).
- Die Informationswirtschaft im Unternehmen, Universitätsverlag R. Trauner, Linz 1991 (mit Gustav Pomberger und Reinbert Schauer), ISBN 3-85320-529-1.
- CSCW – Computerunterstützung kooperativen Arbeitens, Heft 2/1993 der Zeitschrift WIRTSCHAFTSINFORMATIK, Verlag Vieweg, Braunschweig, Wiesbaden 1993.
- Wirtschaftsinformatik – Ergebnisse empirischer Forschung, Heft 1/1995 der Zeitschrift WIRTSCHAFTSINFORMATIK, Verlag Vieweg, Braunschweig, Wiesbaden 1995.
- Wirtschaftsinformatik – Ergebnisse empirischer Forschung, Springer-Verlag, Wien, New York 1997 (mit Oskar Grün), ISBN 3-211-83032-4.
- Studienführer Wirtschaftsinformatik, Verlag Vieweg, Braunschweig, Wiesbaden, 1. Aufl. 1996, 2. Aufl. 1999, 3. Aufl. 2002 (mit Peter Mertens u. a.).
- Evaluation und Evaluationsforschung in der Wirtschaftsinformatik, Oldenbourg Wissenschaftsverlag, München, Wien 2000 (mit Irene Häntschel), ISBN 3-486-25175-9.

### Beiträge in Fachzeitschriften und Sammelwerken (Auswahl)
- Durchführung von Verfahrensvergleichen in Klein- und Mittelbetrieben – Permanent ermittelte Kennzahlen als Auslöser. In: Zeitschrift für Organisation 3/1966, 81–87 (mit K. Lüder).
- Mittlere Datentechnik – Datenverarbeitung zwischen Büromaschine und Computer. In: Zeitschrift für Datenverarbeitung 1/1968, 12–22, 2/1968, 116–128, 3/1968, 203–213, 4/1968, 249–257 und 5/1968, 346–349.
- COSMA – Computerselektion mit Matrizenmodellen: Ein Verfahren zur Bewertung von Datenverarbeitungsanlagen der Mittleren Datentechnik. In: Zeitschrift für Betriebswirtschaft 3/1970, 163–182.
- Psychological Resistance to the Introduction of a Corporate Planning System: An Empirical Study. In: International Studies of Management and Organization, Vol. I 1971, 311–326 (mit H. Blohm).
- Methodik zur Planung von Datenerfassungssystemen. In: Angewandte Informatik 10/1973, 413–419.
- DOMIDA – ein Diagnose- und Optimierungsmodell für integrierte Datenerfassung. In: Angewandte Informatik 2/1974, 47–53.
- Zum wissenschaftlichen Standort einer Betriebs- und Verwaltungsinformatik. In: Angewandte Informatik 7/1975, 265–268.
- Wissenschaftsprogramm und Gestaltungsnutzen der Verwaltungsinformatik. In: Gemeinwirtschaftliche Betriebe und öffentliche Verwaltungen, Sonderheft der Zeitschrift für betriebswirtschaftliche Forschung 5/1976, 151–158 (mit H. Bouchal).
- Personalinformationssysteme – Stand der Forschung und Anwendung. In: Die Betriebswirtschaft 2/1977, 259–265 (mit M. Pils).
- Computer am Arbeitsplatz – Distributed Data Processing. In: Angewandte Informatik 7/1977, 292–293.
- Empirische Befunde zur Gestaltung der Logistik-Organisation und Logistik-Informationssysteme in mittelständischen Unternehmen. In: Journal für Betriebswirtschaft 2/1985, 62–78 (mit E. Felhofer).
- Logistik-Organisation und Logistik-Informationssysteme. In: Die Betriebswirtschaft 6/1985, 722–725 (mit E. Felhofer).
- Situative Gestaltung der Erhebungs- und Analyse-Instrumente in der Organisationsanalyse. In: Zeitschrift für Organisation 8/1985, 463–468 (mit Th. Hartwig).
- Empirische Studie Logistik – ein Vergleich mit den Ergebnissen der Kearny-Studie. In: HMD – Handbuch der Modernen Datenverarbeitung 122/1985, 19–29 (mit E. Felhofer).
- Ziele von Informationssystemen – Ergebnisse einer empirischen Studie. In: Information Management 1/1987, 48–53 (mit G. Sterrer).
- Economic Informatics – Towards a New Scientific Discipline. In: Economia Aziendale Review of the Academia Italiana di Economia Aziendale, Vo. VII No. 1, April 1988, 135–144 (mit M. Lamprecht).
- Ein Modell zur Unterstützung strategischer Technologieeinsatz-Entscheidungen. In: Information Management 3/1988, 44–52 (mit E. Ambichl).
- Methoden und Techniken der Anwendungssystem-Planung – eine empirische Studie. In: Information Management 4/1989, 42–45 (mit N. Hoffellner).
- Workflow-Management: Produktevaluierung im Labor. In: HMD – Theorie und Praxis der Wirtschaftsinformatik 181/1993, 101–112 (mit I. Damschik, I. Häntschel und M. Gappmaier).
- Informationsbeschaffung für das Technologiemanagement durch Laborstudien. In: Information Management 4/1995, 42–49 (mit I. Damschik, I. Häntschel und M. Gappmaier).
- Diagnose der Informationsverarbeitung – Konzept und Fallstudie. In: CONTROLLING 3/1997, 196–203 (mit G. Pomberger und I. Häntschel).
- Prototyping-orientierte Evaluierung von Software-Angeboten. In: HMD – Theorie und Praxis der Wirtschaftsinformatik 197/1997, 112–124 (mit G. Pomberger).
- Forschungsmethodik einer Integrationsdisziplin: Ein Beitrag zur Geschichte der Wirtschaftsinformatik. In: N.T.M. Internationale Zeitschrift für Geschichte und Ethik der Naturwissenschaften, Technik und Medizin 205, 104–117 (Birkhäuser Verlag Basel).
- Understanding the Dominance and Advocacy of the Design-Oriented Research Approach in the Business Informatics Community: A History-Based Examination. In: Journal of Information Technology, Vol. 28, Issue 1, pp. 34–49, 2013 (mit René Riedl).